# Maison Tyrel
La maison Tyrel est une ancienne famille noble de Picardie, d'origine féodale.

La branche ainée de Poix s'éteignit en 1417, et la famille Tyrel en 1612 avec la branche de Séchelles. La dernière branche, devenue famille de Moyencourt, se perpétua jusqu'au XIXe siècle.

## Origine
Dans une charte de 1030, en faveur de l'église primatiale de Rouen, figure le nom de Gauthier Tyrel, dit parent de Robert le Magnifique, duc de Normandie, père de Guillaume le Conquérant, sans que ce lien de parenté éventuel soit explicité.
La maison Tyrel détenait de riches possessions seigneuriales aux environs de Poix-de-Picardie et en Normandie. En Picardie, la maison Tyrel possédait la terre de Poix depuis 1030. Les ainés de cette famille étaient sires, puis princes de Poix. La plus ancienne mention du titre de prince de Poix, attribué à Hugues Ier Tyrel, date de 1153.  Puis vient Hugues III Tyrel, chevalier, sire et prince de Poix, en 1236.
Les Tyrel ont conservé la terre et seigneurie de Poix-de-Picardie jusqu'en 1417, date à laquelle mourut Philippe Tyrel, dernier mâle de la branche ainée. 

## Branches
La maison Tyrel a formé quatre branches principales : 
- les sires de Poix (branche ainée)
- les seigneurs d'Ignaucourt et de Camps
- Les seigneurs de Séchelles
- les seigneurs de Moyencourt

## Branche ainée de Poix
Gautier Ier Tirel (avant 1030 - 1068), seigneur de Poix. Il aurait participé à la Bataille d'Hastings, aux côtés de Guillaume le Conquérant. Il eut pour fils :
- Gautier II Tirel (vers 1068 - avant 1110), seigneur de Poix. Il aurait tué accidentellement, à la chasse, le roi d'Angleterre Guillaume le Roux. Cependant Suger de Saint-Denis, ministre et biographe de Louis VI de France, affirma que  Gautier II Tirel lui avait juré à plusieurs reprises n'avoir ni été en compagnie du roi ce jour-là, ni même l'avoir vu[2]. Il fit avec son deuxième fils, Baudouin, un pèlerinage en Terre-Sainte. Il fut père de :
  - Gauthier III Tyrel, dit le Généreux (vers 1092 - après 1131), seigneur de Poix. Il fonda l'église et le prieuré de Saint-Denis de Poix, en 1116. En 1131, il fonda l'abbaye de Selincourt pour abriter une Sainte Larme du Christ. L'abbaye de Selincourt fut la nécropole de la famille Tyrel. Il eut pour fils :
    - Hugues Ier Tyrel ( - vers 1158), seigneur de Poix, dont : 
      - Hugues II Tyrel ( - 1191), seigneur de Poix, qui suit. Il aurait participé à la troisième croisade et aurait péri au siège d'Acre, en 1191.
      - Adam Tyrel ( - 1218), auteur de la branche puinée de Moyencourt.

Hugues II Tyrel, seigneur de Poix, marié avec Isabelle de Wignacourt, fut père de :
- Gauthier IV ( - 1228), seigneur de Poix. Il octroya une charte communale à la ville de Poix-de-Picardie, en 1208 ; dont :
  - Hugues III ( - 1272), prince de Poix, tué dans le village de Namps-au-Val, au cours d'un combat contre Jean, comte d'Aumale, et les seigneurs de Romescamps, de Conty et de Picquigny, dont :
    - Guillaume Ier (vers 1240 - 1302), dont :
      - Guillaume II ( - 1322), seigneur de Poix. Il fut capitaine de cavalerie et servit sous le comte de Saint-Pol jusqu'en 1316, avec 2 chevaliers 9 écuyers. Il participa à la bataille de Courtrai, le 11 juillet 1302, à la bataille de Mons-en-Pévèle, en 1304. Il accompagna le connétable Gaucher de Châtillon à Pampelune, où fut couronné roi de Navarre, Louis, fils aîné du roi de France Philippe le Bel, le 1er octobre 1307. Dont :
        - Jean Ier ( - 1346), seigneur de Poix. Il se battit en champ clos à Gisors, le 6 mai 1337, contre Pierre III, chevalier, sire de Sarcus, au sujet du château de Fricamps, pour lequel il existait un différend entre les deux seigneurs. En 1346, Poix-de-Picardie fut prise et brûlée par les Anglais, qui détruisirent le château et massacrèrent la population[3]. Le sire de Poix et son fils aîné échappèrent au carnage. Jean Tyrel fut tué à la bataille de Crécy, le 26 août 1346, avec son fils Bernard, et Robert de Rambures, son beau-frère. Jean Ier laissa pour successeur son fils Jean II :
          - Jean II ( - 1361), seigneur de Poix. Il participa à la bataille de Crécy avec son père. Il servit dans le Périgord, en 1352 et 1353 et combattit à la bataille de Poitiers en 1356. Il devint lieutenant général pour le roi, en Picardie, et mourut en 1361, en Languedoc, en combattant sous les ordres du connétable de Robert de Fiennes, dans la compagnie du maréchal d'Andrehan. Jean II Tyrel épousa Agnès de Soyécourt, dame de Séchelles, dont il eut : 
            - Jean III Tyrel ( - vers 1383), seigneur de Poix, qui suit. En 1369, il combattit avec Guy de Luxembourg-Ligny, comte de Saint-Pol, et Hugues de Châtillon, pour chasser les Anglais d'Abbeville, et il fut fait prisonnier dans le Ponthieu. La rançon exigée pour sa libération s'élevait à  9 000 florins francs, somme qui était quatre fois plus forte que tous ses biens.
            - Rogues Tyrel ( - 1415), auteur de la branche cadette d'Ignaucourt (Somme)
            - Pierre Tyrel ( - 1431), auteur de la branche puinée de Séchelles

Jean III Tyrel épousa Marguerite de Châtillon, dont il eut :
- Jean IV ( - 1402), seigneur de Poix. Il suivit le parti du duc de Bourgogne, et fut tué en 1402, en défendant le château d'Argueil contre les Anglais. Il épousa Jeanne des Quesnes, dont il eut :
  - Jean V ( - 1415), seigneur de Poix. Il fut tué à la bataille d'Azincourt, le 25 octobre 1415. Il avait épousé en 1404 Marguerite de Bracquemont, dont il eut : 
    - Philippe (1405-1417), mourut à l'âge de 12 ans. La seigneurie de Poix échut à Marguerite Tyrel, sœur de Jean V qui avait testé en sa faveur pour le cas où il viendrait à mourir sans enfants.

  - Marguerite Tyrel ( - après 1437), dame héritière de Poix et de Regnière-Écluse. Elle épousa, vers 1400, Thibaut de Moreuil, chevalier, sire de Moreuil, qui devint, par sa femme, sire de Poix. Il fut chambellan du roi Charles VI, capitaine et gouverneur de la ville de Soissons pour le duc d'Orléans ; il fut aussi commis au gouvernement de Boulogne et de Picardie ; et fut fait prisonnier au siège de Rouen par Henri V, roi d'Angleterre, en 1418. Il mourut le 28 avril 1434.

## Branche d'Ignaucourt et de Camps
- Rogues Tyrel, 2e fils de Jean II Tyrel et d'Agnès de Soyécourt, dame de Séchelles ; seigneur d'Ignaucourt, près de Moreuil; il servit le roi, en 1380, avec trois écuyers. Rogues Tyrel fut gouverneur de la ville de Pont-Audemer, en 1393. Son sceau porte : Ecartelé aux 1er et 4e Tyrel de Poix, aux 2e et 3e un fretté de gueules. Il fut tué à la bataille d'Azincourt, le 25 octobre 1415.

- Jean Tyrel, ( ? -1448), chevalier, seigneur d'Ignaucourt et autres lieux.

- Antoine Tyrel, (14? -1491), chevalier, seigneur d'Ignaucourt, etc.

- Jeanne Tyrel (14?-1522), fille unique d'Antoine Tyrel, dame d'Ignaucourt, de Harelle, etc. Mariée en 1490 avec Raoul de Lannoy, chevalier, seigneur de Morvilliers, bailly et gouverneur de la ville d'Amiens. Veuve en 1515, elle acquit du duc de Bourbon le 24 mai 1517 la terre de Harelle.

- Pierre Tyrel (? -1467), écuyer, seigneur de Camps, d'Epaumesnil et de Warlus; ayant servi dans les armées du duc de Bourgogne, le roi de France lui confisqua toutes ses terres.

- Charles Tyrel, (14?-1512), fils unique de Pierre Tyrel; écuyer, seigneur de Camps en 1467. Il fut homme d'armes sous le sire de Poix. Par lettres du 9 février 1473, le roi Louis XI lui rendit la terre de Camps, confisquée à son père.

- Jeanne Tyrel, dame de Camps-en-Amiennois, qui fut la dernière de sa branche; morte vers 1549. Elle épousa, le 11 mars 1519, Jérôme de Miannay, écuyer, seigneur de Billay. Ses descendants furent maintenus dans leur noblesse, par jugement de M. Bignon, intendant de la généralité d'Amiens, du 12 décembre 1699.

## Branche de Séchelles
- Pierre Tyrel (13?-1431), 3e fils de Jean Il Tyrel et d'Agnès de Soyécourt, dame de Séchelles. En 1390 et en 1419, Marguerite de Soyécourt, sa parente, lui fit don de tous ses droits sur le domaine de Séchelles, ce qui entraîna des procès avec Jean de Corbie, évêque de Mende, puis d'Auxerre.

- Jean Ier Tyrel (?-1466), chevalier, seigneur de Séchelles et de Cuvilly, par donation que lui en fit le roi d'Angleterre, le 15 février 1431, après  confiscation de ces deux seigneuries à l'évêque d'Auxerre (3). Jean 1er de Poix servit aux siéges de Creil et de Pontoise, en 1441. Il fut inhumé dans la nef de l'église Saint-Eloi de Cuvilly.

- Jean II Tyrel, (14?-1521), chevalier, seigneur de Séchelles, puis de Cuvilly, de Verrières et autres lieux ; il fut institué héritier de Jacques de Disquemesne par son testament du 5 juin 1476, et, pour ce fait, il eut un procès avec Jean de Calonne, écuyer, seigneur de Courtebonne.

- Jean III Tyrel (?-1547), , chevalier, seigneur de Séchelles, de Cuvilly, de Courseilles et de Verrières.

- François Tyrel (?-1549), écuyer, seigneur de Séchelles, de Cuvilly, de Blancfossé et autres lieux; il fut tué d'un coup d'épée que lui donna son frère Georges Tyrel, en se battant en duel. Mort sans postérité.

- Jean IV Tyrel (?-1589), écuyer, fut d'abord seigneur de Frétin, du chef de sa mère, puis à la mort de son frère aîné en 1549, il hérita des seigneuries de Séchelles, de Cuvilly et de Blancfossé. Il était guidon de la compagnie d'ordonnance du sire de Créquy, en 1548 ; lieutenant de la compagnie du marquis de Conty, en 1556, et de celle du duc d'Enghien, en 1567. Il fut conseiller et chambellan du duc d'Alençon puis fut fait chevalier de l'ordre du roi. Il embrassa la religion réformée.

- David Tyrel (né en juin 1577-1612), seigneur de Séchelles, de Cuvilly, de Mézières et autres lieux. En 1608, il vendit sa terre de Mézières. Il légua toutes ses terres à David de Mazancourt, son neveu, à condition, par lui, de prendre le nom et les armes Tyrel. Il mourut au cours d'un voyage en Guyenne, sans descendance.

## Branche de Moyencourt
- Adam, seigneur de Moyencourt ( -1218).
- Firmin (1218-1254), seigneur de Moyencourt.
- Gauthier (1254-1286), chevalier, seigneur de Moyencourt.
- Raoul (1286-1339), affranchit les habitants de Moyencourt des droits de rouage et de travers en échange du paiement d'un sol par an et par famille à l'église Saint Denis de Poix-de-Picardie.
- Vincent (1286-1360), écuyer, seigneur de Moyencourt.
- Robert Ier (1360-1402), participa à la bataille de Poitiers en 1356, au siège d'Honfleur en 1357, à la Bataille de Roosebeke, le 27 novembre 1382 où il fut blessé en commandant un corps de lance sous les ordres du maréchal de Blainville.
- Pierre (1402-1443), chevalier, seigneur de Moyencourt, participa à la bataille d'Azincourt, en 1415, à la Bataille de Baugé le 22 mars 1421, à la bataille de Mons-en-Vimeu, le 31 août 1421 qui vit la victoire du duc de Bourgogne sur les troupes du dauphin et où Pierre de Moyencourt fut armé chevalier, à la bataille de Verneuil (1424), au siège d'Orléans en 1429. Il servit les ducs de Bourgogne Jean sans Peur et Philippe le Bon.
- Jean, né au château de Moyencourt, en avril 1418, (1443-1497), chevalier, seigneur de Moyencourt. Au service du duc de bourgogne, il passa au service du roi Louis XI. Il dut quitter le château de Moyencourt pour se réfugier à Amiens. Les Bourguignons brûlèrent le château, l'église et le village de Moyencourt-lès-Poix. En 1465, il fut élu échevin d'Amiens. en 1470, Louis XI ayant repris possession d'Amiens, lui donna le commandement d'une compagnie de cent lances. Il fit partie de la garde du roi de France lors de la signature du traité de Picquigny le 29 août 1475.
- Robert II (1448-1504 ), écuyer, seigneur de Moyencourt avec son frère jumeau, en 1497.
- Hector (1448-1520), frère jumeau de Robert II, en 1448, écuyer, seigneur de Moyencourt en partie. Nommé tuteur de CharIes de Moyencourt, son neveu, il assista, en 1505, à l'assemblée générale des trois ordres de Picardie chargée de réformer les coutumes de la province. Hector de Moyencourt, par testament du 24 octobre 1520, laissa ses biens à Jean de Moyencourt, son neveu, chef de la deuxième branche de cette famille, et mourut sans postérité.
- Charles (né le 23 mai 1488-octobre 1578), écuyer, seigneur de Moyencourt.
  - Antoinette, fille unique de Charles, (née au château de Moyencourt le 23 septembre 1513 - vers 1580), dame de Moyencourt et autres lieux; elle fut la dernière de la branche aînée de Moyencourt. Elle épousa, le 15 octobre 1533, Charles du Chastelet, écuyer, seigneur du Chastelet, de Frefay, de Colomby et de Harlay. Leur postérité s'éteignit en 1728 avec la mort au château de Moyencourt, le 5 octobre, de Nicolas du Chastelet, écuyer, seigneur de Moyencourt, à l'âge de soixante et un ans[4].
- Jean, deuxième fils de Robert II, dont est issue la branche de Moyencourt-de La Horbe

### Branche cadette de Moyencourt, dite «de La Horbe»
- Jean de Moyencourt, deuxième fils de Robert II et d'Antoinette de Saint-Romain; né au château de Moyencourt, le 14 mars 1491- mort le 17 juillet 1562, écuyer, seigneur de Moyencourt avec son frère Charles.
- Hector de Moyencourt, fils de Jean de Moyencourt et de Philippines d'Aumale; né au château de Moyencourt en octobre 1518 - mort; écuyer, seigneur de Moyencourt avec son oncle Charles. Il servit dans les armées des rois François Ier, Henri II, François II et Charles IX. Il participa au siège de Perpignan en 1512, à la bataille de Cérisoles en 1544; en 1545, il participa sous les ordres de l'amiral d'Annebaut à l expédition contre les Anglais. Il commanda une compagnie d'infanterie sous les ordres du maréchal de Brissac, au siège de Lens, en 1551; avec le roi Henri II, il participa à la défense de Metz, en 1552, et fut blessé au siège de Thérouanne, en 1553. Il combattit à  bataille de Saint-Quentin, en 1557, au siège de Calais, en 1558, et à la bataille de Saint-Denis, en 1567. Hector de Moyencourt prit part à la bataille de Moncontour, le 3 octobre 1567, puis au siège de la Rochelle, en 1573, où il perdit un bras. Le maréchal de Cossé le fit soigner, puis reconduire  au château de Moyencourt.
- Pierre de Moyencourt, fils d'Hector de Moyencourt et de Suzanne de Cléry; écuyer, seigneur dudit lieu en partie (1574-1612); il fit restaurer les tombeaux de ses ancêtres dans l'église de Moyencourt.
- Noël de Moyencourt, fils de Pierre de Moyencourt et de Thérèse de Froissy, écuyer, receveur des terres de Moyencourt (1612-1646)
- François Ier de Moyencourt, fils de Noël de Moyencourt et de Toussaine de Mailly (né vers 1612 - mort en 1670). Lieutenant de la justice seigneuriale de Cléry en 1645.
- François II de Moyencourt, baptisé à Cléry-sur-Somme, le 21 février 1639 - mort à Namps-au-Val, le 17 octobre 1711. Il épousa, vers 1664, Catherine Petit, fille de Pierre Petit, receveur de la seigneurie de Namps-au-Val, et de Catherine de Rivery. François II s'établit à Namps-au-Val et devint receveur de la seigneurie en 1670.